# Fábio Alves Félix
Fábio Alves Félix, genannt Fabinho, (* 10. Januar 1980 in São Bernardo do Campo) ist ein ehemaliger brasilianischer Fußballspieler. Fabinho weist eine kleine körperliche Besonderheit auf. An seiner rechten Hand hat er sechs Finger.

## Karriere
Fabinho startete seine Profikarriere mit zwanzig Jahren beim SC Corinthians aus São Paulo. Für diesen Verein bestritt er die meisten seiner Pflichtspiele. Auch Auslandsverpflichtungen in Frankreich und Japan lagen auf seinem Weg. Mit dem Cruzeiro EC aus Belo Horizonte spielte Fabinho im Finale der Copa Libertadores 2009, unterlag hier aber dem Estudiantes de La Plata aus Argentinien. Sein größter Erfolg war der Gewinn des Copa do Brasil. 2014 beendete er seine aktive Laufbahn. Seit 2017 arbeitet Fabinho als Assistenztrainer für verschiedene Klubs.

## Erfolge
Corinthians
- Copa do Brasil: 2002
- Torneio Rio-São Paulo: 2002
- Staatsmeisterschaft von São Paulo: 2003, 2009
- Série B: 2008

Santos
- Staatsmeisterschaft von São Paulo: 2006

Bahia
- Staatsmeisterschaft von Bahia: 2012